# 細川勝基
細川 勝基（ほそかわ かつもと）は、戦国時代の武将。和泉下守護家当主。

## 概要
大永3年には父・細川高基が存命であったものの既に和泉守護に任じられている。ただし、勝基が和泉下守護として発給した文書は現存していない。家臣として確認できる人物には和泉国の塩穴右京進がおり、和泉国の守護として活動していたのは確実である。翌大永4年（1524年）に足利義晴が細川尹賢邸に御成した際には、細川高基、細川晴宣、細川宗寅、細川高久、細川誠久、細川晴広とともに太刀を献上している。享禄4年（1531年）6月4日の大物崩れで高国が死亡した後は、「行宗文書」の天文5年（1536年）閏10月27日付の文書から土佐国大忍荘にいたことがわかる。また時期は不明だが鷹山弘頼に書状を送っている。